# شركة أفلام صلاح ذو الفقار
شركة أفلام صلاح ذو الفقار هي شركة إنتاج أفلام مصرية، أسسها صلاح ذو الفقار عام 1962.

## التأسيس
أُسِسَت شركة أفلام صلاح ذو الفقار لإنتاج الأفلام الروائية بواسطة صلاح ذو الفقار (1926–1993)، المصري أصلاً، القاهري إقامةً ووفاة، ضابط شرطة، منتج سينمائي وممثل سينمائي وتلفزيوني ومسرحي. يُعتبر ذو الفقار من أبرز فناني السينما المصرية في القرن العشرين. قام بتأسيس شركة أفلام عز الدين ذو الفقار عام 1958 مع شقيقه الأكبر المخرج والمنتج عز الدين ذو الفقار، وقامت الشركة بإنتاج أفلام عديدة هامة. ثم قام بتأسيس شركته الخاصة وهي شركة أفلام صلاح ذو الفقار. كان هدف الشركة هو التركيز على إيرادات الأفلام، ولكن كما ذكر صلاح ذو الفقار مؤسس الشركة في مقابلة تلفزيونية عام 1969، بُثَت على القناة الأولى في التلفزيون المصري "أنا ممثل سينمائي محترف، لكني أعتبر إنتاج الأفلام هوايتي، فأنا أنتج فقط ما أؤمن به".

## تاريخ الشركة
كان مشروع الشركة الأول هو فيلم موعد في البرج (1962) ، بالتوقيع مع سعاد حسني وكانت نجمة السينما الصاعدة في ذلك الوقت لتقوم بدور البطولة أمام صلاح ذو الفقار. حقق الفيلم نجاحًا تجاريًا للشركة الحديثة التأسيس. نجح ذو الفقار في التعاقد مع فريد شوقي الذي كان نجم شباك في الخمسينيات والستينيات من القرن الماضي ليشارك في فيلمه الثاني أنا الهارب (1962) وقد حقق نجاحًا في شباك التذاكر. تلاه بفيلم آخر حقق نجاحًا آخر في شباك التذاكر وهو رسالة من امرأة مجهولة (1962) بطولة لبنى عبد العزيز وفريد الأطرش. مع هذه الأفلام الثلاثة في العام الأول من بدء أعمال الشركة، كانت تعتبر بداية رائعة. وكان صلاح ذو الفقار مؤسس الشركة ورئيسها يُعد ممثلًا شهيرًا، لذا كان من السهل عليه إقناع نجوم السينما المصرية بالتوقيع واحدًا تلو الآخر.
في عام 1966 ، أنتجت شركة أفلام صلاح ذو الفقار مراتي مدير عام (1966)، وهو من الأفلام التي اهتمت بالترويج لفكرة مساواة المرأة في المجتمع المصري. لقد كان نجاحًا تجاريًا ونقديًا لذو الفقار نفسه كممثل رئيسي ومالك شركة إنتاج الفيلم. وحصل ذو الفقار علي جائزة أفضل منتج من وزارة الثقافة لعام 1966، كما حصل الفيلم علي جائزة أفضل فيلم من مهرجان المركز الكاثوليكي للسينما. ثم أنتجت الشركة فيلم شيء من الخوف (1969)، بطولة شادية ومحمود مرسي. أثار الفيلم ضجة وكان من أعلى الأفلام ربحًا في العام وأصبح فيما بعد واحدًا من كلاسيكيات السينما المصرية. بعد إنتاج أفلام روائية طويلة وقصيرة في مصر وسوريا ولبنان، أنتجت الشركة فيلم أريد حلا (1975)، وهو فيلم حائز على عدة جوائز من بطولة فاتن حمامة ورشدي أباظة، ونال صلاح ذو الفقار جائزة أفضل منتج من وزارة الثقافة لعام 1975. وقد حقق الفيلم إيرادات كبيرة في العالم العربي وساهم في تغيير قانون الأحوال الشخصية في مصر آنذاك لصالح المرأة.
عملت الشركة في مجال الإنتاج السينمائي لفترة تتخطي خمسة عشر عامًا بمحفظة إنتاج أفلام تتكون من حوالي 10 أفلام خلال ستينيات وسبعينيات القرن العشرين. وعلى الرغم من نجاح معظم أفلام الشركة إلا أنها أنهت أعمالها في عام 1978 تاركة وراءها إرثًا من الأفلام الهامة ولم يتحقق حلم صلاح ذو الفقار في إنتاج فيلم يظهر أدوارًا وطنية وبطولية مصرية تجاه بلاده. في عام 1996، في الذكرى المئوية للسينما المصرية، تم اختيار ثلاثة أفلام من إنتاج الشركة في قائمة أفضل مئة فيلم مصري في القرن العشرين.

## أفلام
| السنة | الفيلم                | تمثيل                                    | إخراج                                   |
| ----- | --------------------- | ---------------------------------------- | --------------------------------------- |
| 1962  | موعد في البرج         | صلاح ذو الفقار، سعاد حسني، فؤاد المهندس  | عز الدين ذو الفقار                      |
| 1962  | أنا الهارب            | فريد شوقي، زهرة العلا                    | نيازي مصطفي                             |
| 1962  | رسالة من امرأة مجهولة | لبني عبد العزيز، فريد الأطرش             | صلاح أبو سيف                            |
| 1966  | 3 لصوص                | صلاح ذو الفقار، يحيي شاهين، فريد شوقي    | فطين عبد الوهاب، حسن الإمام، كمال الشيخ |
| 1966  | مراتي مدير عام        | صلاح ذو الفقار، شادية                    | فطين عبد الوهاب                         |
| 1969  | شيء من الخوف          | شادية، محمود مرسي                        | حسين كمال                               |
| 1972  | رحلة عذاب             | ناهد شريف، توفيق الدقن                   | رضا ميسر                                |
| 1973  | أغنية الموت           | فاتن حمامة، كريمة مختار                  | سعيد مرزوق                              |
| 1973  | الرجل الآخر           | صلاح ذو الفقار، شمس البارودي، زبيدة ثروت | محمد بسيوني                             |
| 1975  | أريد حلا              | فاتن حمامة، رشدي أباظة                   | سعيد مرزوق                              |